# Kandy (distrikt)

Kandydistriktet inom Sri Lanka.

Kandydistriktet  är ett av Sri Lankas 25 distrikt och som ligger i Centralprovinsen. Huvudort i distriktet är Kandy.